# Kandersteg
Kandersteg és un municipi de Suïssa del cantó de Berna, situada al Districte administratiu de Frutigen-Niedersimmental. Limita al nord amb les comunes de Frutigen, Kandergrund i Reichenbach im Kandertal, al nord-est amb Lauterbrunnen, a l'est amb Blatten, al sud-est amb Wiler, Kippel i Ferde, al sud-oest amb Leukerbad, i a l'oest amb Adelboden.
Fins al 31 desembre 2009 situada al districte de Frutigen.

## Llocs d'interès
- Gasterntal
- Telefèric Allmenalp
- Telefèric Sunnbuel
- Llac Oeschinensee[1]
- Centre Scout Internacional de Kandersteg (Kandersteg International Scout Center)

## Personalitats
- Adolf Ogi, ex-conseller federal i president de la Confederació.